# Наши любовники
«Наши любовники» (исп. Nuestros amantes) — испанская романтическая комедия 2016 года режиссёра Мигеля Анхеля Ламаты.

## Сюжет
Карлос (Эдуардо Норьега) в соавторстве с лучшим другом Кристобалем (Феле Мартинес) сочиняет сценарии для кинокомедий, довольно низкопробных, но популярных и очень смешных. Он любит свою профессию, хотя непрерывно ругает её, и третий год пытается писать «серьёзную» философскую пьесу «Буковски и Капоте в аду». У него есть жена Мария (Амайя Саламанка) и четырёхлетняя дочка Лаура. Но семейная жизнь трещит по швам — жена поставила их брак «на паузу» и попросила Карлоса пару месяцев пожить у Кристобаля.
Однажды в баре при книжном магазине к нему за столик подсаживается отчаянная девушка (Мишель Дженнер), совершенно очевидно скрывающая за весёлой лёгкостью какую-то глубокую жизненную драму. После короткого приятного разговора она предлагает продолжить общение, превратив его в игру — не называть своих имён и, если захочется, безудержно фантазировать (проще говоря, беспардонно врать) в ответ на неудобные вопросы. Единственное условие — не влюбляться друг в друга.
Они встречаются, гуляют по улицам и паркам Сарагосы и ведут бесконечные разговоры о литературе, каждая фраза в которых имеет, по меньшей мере, ещё один смысл. Но жизнь закрутит такой сюжет — в нём найдётся место и жене Карлоса, и бойфренду Ирен, и даже Кристобалю, — что героям никак не удастся выполнить то самое единственное условие.

## В ролях
- Эдуардо Норьега — «безумный эльф» (Карлос)
- Мишель Дженнер — «безумная фея» (Ирен)
- Феле Мартинес — Кристобаль
- Амайя Саламанка — «циничная стерва» (Мария)
- Габино Диего — «урод и (или) мешок дерьма» (Хорхе)
- Хорхе Усон — бармен